# ホセ・オブレゴン

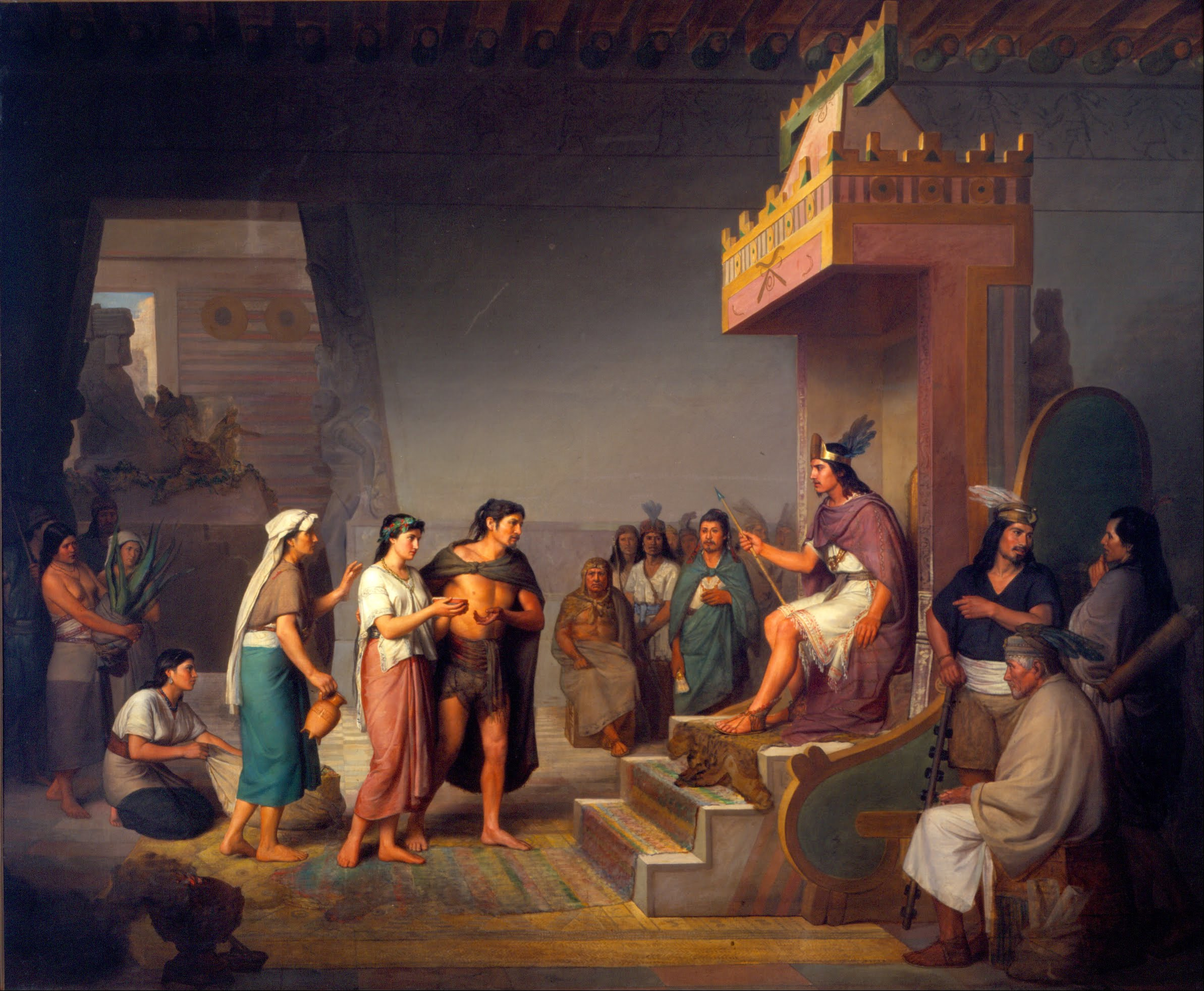
ホセ・オブレゴン作『プルケの発見』 (1869)
メキシコ国立美術館

ホセ・オブレゴン（José María Obregón、1832年 - 1902年）は、メキシコの画家である。ロマン主義の画家の一人で、メキシコの原住民の歴史などを題材にした歴史画や肖像画を描いた。

## 略歴
メキシコシティーで生まれた。1852年にメキシコシティの美術学校、アカデミア・デ・サン・カルロスに入学し、16年間、画家のミゲル・マタ・イ・レイエス（Miguel Mata y Reyes）と版画家のサンティアゴ・バガリー（Santiago Bagally）のもとで修業し、バルセロナ生まれでアカデミア・デ・サン・カルロスで教えていた画家のペレグリ・クラーベから強い影響を受けた。
1855年から、アカデミーで毎年開かれる美術コンクールに参加し、多くの賞を受賞し、奨学金を受けた。1858年に宗教的な題材にした絵画で一等を受賞した。
メキシコ第二帝政時代（1864年-1867年）には皇帝マクシミリアンの宮廷で著名な肖像画家として働いた。1869年に、メキシコ原住民の神話的な題材をギリシャ神話を題材にしたヨーロッパの新古典主義]のスタイルで描いた大作『プルケ（白い酒）の発見』（189cm×230cm）を出展して有名になった。メキシコ人としてのアイデンティティーを表現した絵画として評価され、20世紀初めの「メキシコ壁画運動」が取り上げた題材の先駆けとなったともされる。
数年間アカデミーの絵画の教授として働いたが、1891年に視覚の疾患のために辞任した。1902年にIngles (?)で亡くなった。

## 作品

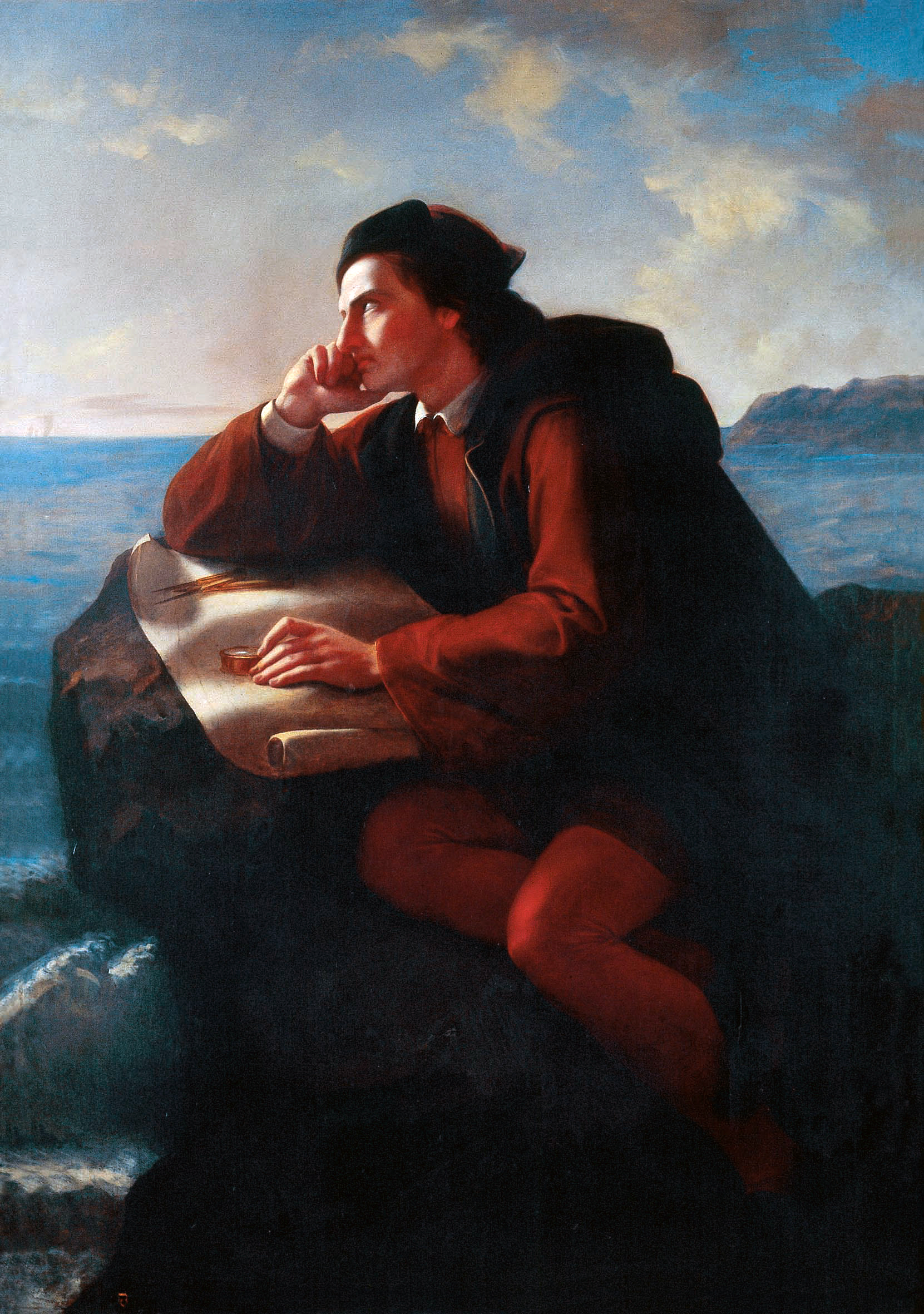
クリストファー・コロンブスの啓示　(1856) メキシコ国立美術館
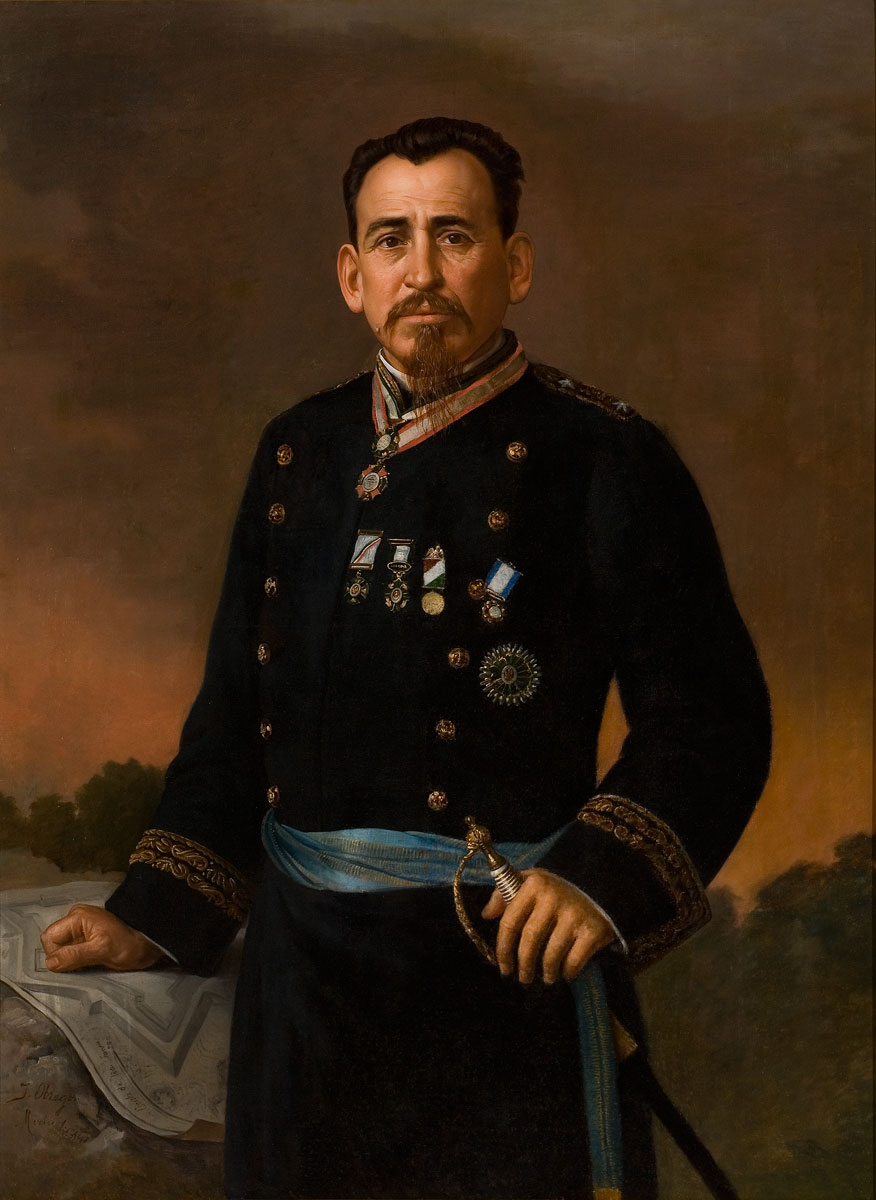
将軍 Francisco Naranjo (1884) モンテレイ (メキシコ)の歴史博物館
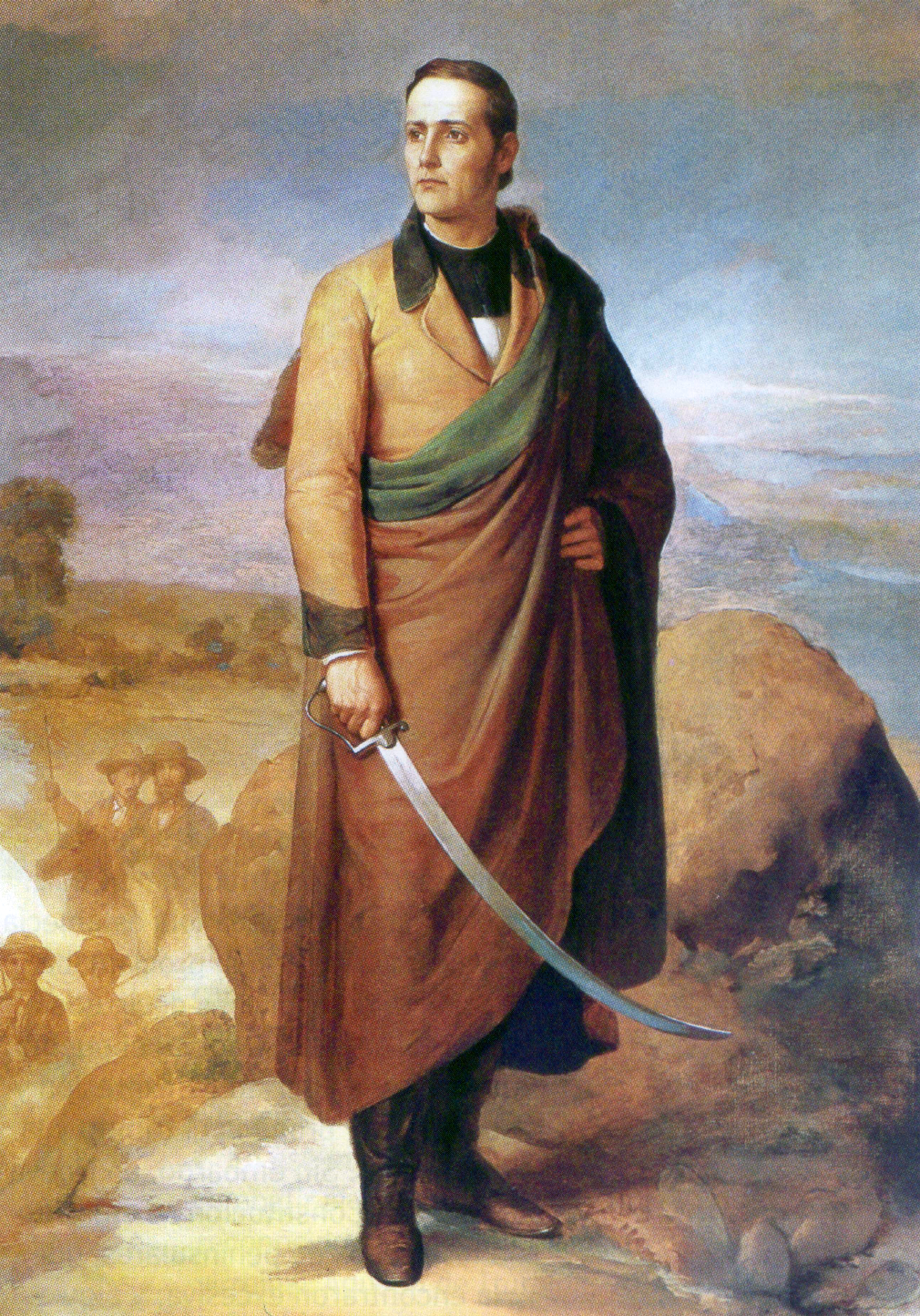
革命家 Mariano Matamoros (1868) メキシコ国立宮殿